# Valle de Riscó
Valle de Riscó est un corregimiento du district d'Almirante située dans la province de Bocas del Toro en République de Panama.

## Population
Il y avait, en 2010, 4 187 habitants.